# 데이브 프랭코
데이비드 존 "데이브" 프랭코(영어: David John "Dave" Franco, 1985년 6월 12일 ~ )는 미국의 배우이다. 《슈퍼배드》 (2007), 《세인트 클라우드》 (2010)등 단역으로 배우 생활을 시작했다. 코미디 드라마 《스크럽스》의 시즌 9의 주연으로 출연한 뒤, 버디 코미디 영화 《21 점프 스트리트》 (2012)의 조연으로 주목을 받게 되었다.
프랭코는 《프라이트 나이트》 (2011), 《나우 유 씨 미: 마술사기단》 (2013)와 그 속편 《나우 유 씨 미 2》(2016), 《웜 바디스》 (2013), 《나쁜 이웃들》 (2014)와 그 속편 《나쁜 이웃들 2》 (2016), 《너브》 (2016), 《더 리틀 아워즈》 (2017), 《디재스터 아티스트》 (2017)등에 주연으로 출연했다.

## 출연 작품

### 영화
- 《숏컷(영어판)》 (2009)-마크 역
- 《세인트 클라우드》 (2010)-설리 역
- 《프라이트 나이트》 (2011)-마크 역
- 《21 점프 스트리트》 (2012)-에릭 몰슨 역
- 《웜 바디스》 (2013)-페리 켈빈 역
- 《나우 유 씨 미: 마술사기단》 (2013)-잭 와일더 역
- 《나쁜 이웃들》 (2014)-피트 역
- 《22 점프 스트리트》 (2014)-에릭 몰슨 역
- 《나우 유 씨 미 2》 (2016)-잭 와일더 역
- 《너브》(2016)-이안 역
- 《레고 닌자고 무비》(2017)-로이드 역
- 《디재스터 아티스트》(2017)
- 《더 리틀 아워즈》(2017)
- 《제로빌》(2018)
- 《빌 스트리트가 말할 수 있다면》(2018)
- 《6 언더그라운드》(2019)
- 《데이 시프트》(2022)-세스 역
- 《러브 라이즈 블리딩》(2024)-JJ 역